# Asociación de Chicas Musulmanas de España
La Asociación de Chicas Musulmanas de España (ACHIME) es una asociación sin ánimo de lucro de ámbito nacional integrada por jóvenes musulmanas graduadas en varios ámbitos académicos. Su objetivo primordial es ayudar a las jóvenes a combatir los problemas y prejuicios de la sociedad, aumentar la seguridad y confianza en ellas mismas e involucrarse en ámbitos políticos, sociales y culturales. Las integrantes son españolas de origen árabe. Esta asociación no tiene ninguna fuente de ingresos más que las cuotas que pagan las propias socias.

## Historia
ACHIME es la Asociación de Chicas Musulmanas de España, que fue fundada el 6 de agosto en el año 2012. Fue creada en Madrid, pero su acción está dirigida a todo el territorio español. La asociación se caracteriza por ser la primera asociación dirigida exclusivamente a mujeres musulmanas españolas. La primera actividad organizada por ACHIME tuvo lugar el 24 de enero del 2015, en Madrid con la actividad de video-forum con la película del “Fundamentalista” para promover el cambio social. A través de esta actividad se realizan actividades de tiempo libre, formaciones, voluntariado y viajes.

## Objetivos
El principal objetivo de ACHIME es convertirse en un punto de encuentro para las mujeres musulmanas y que les sirva de apoyo. Por ello sus fines principales son:
- Fomentar la identidad hispano-musulmana para una mayor involucración y participación en la sociedad española.

- Fomentar la interreligiosidad a través del diálogo. La participación social y el respeto hacia la sociedad son fundamentos base para la asociación.

- Mantener el equilibrio entre mente, cuerpo y alma y desarrollarlos al máximo posible.[1]

Para lograr estos objetivos, ACHIME lleva a cabo una serie de actividades: la principal es la formación sobre temas de interés para las mujeres (islámicos, socioculturales, personales y dominio de herramientas necesarias para ser activas en la sociedad). También realizan actividades de voluntariado como campañas de donación de sangre, apoyo a personas mayores, repartos solidarios de comida y participación en la Carrera de la Mujer contra el cáncer. La asociación realiza actividades de tiempo libre como patinaje sobre hielo y excursiones que son dirigidas exclusivamente a las mujeres.

## Miembros
La asociación ACHIME cuenta actualmente con 20 asociadas, que tienen edades comprendidas entre 14 y 30 años
- La presidenta actual de ACHIME es Sara Jaadar. Nació en 1995 en Madrid. Actualmente es estudiante de Derecho.
- La vicepresidencia de la asociación la ocupa Naima El Akil. Nació en 1984 y es licenciada en Derecho y Periodismo por la Universidad Carlos III de Madrid.[2]